# Indywidualne Mistrzostwa Norwegii na Żużlu 2013
Indywidualne Mistrzostwa Norwegii na Żużlu 2013 – cykl turniejów żużlowych, mających na celu wyłonienie najlepszych żużlowców w Norwegii w sezonie 2013. W turnieju finałowym zwyciężył Jan Mikke Bjerk.

## Finał
- Grenland, 22 czerwca 2013

| Msc. | Zawodnik           | Klub         | Pkt |              | Uwagi                              |
| ---- | ------------------ | ------------ | --- | ------------ | ---------------------------------- |
| 1    | Jan Mikke Bjerk    | Elgane       | 15  | (3,3,3,3,3)  | I m. w półfinale, I m. w finale    |
| 2    | Rune Sola          | Riska        | 13  | (3,3,3,2,2)  | II m. w półfinale, II m. w finale  |
| 3    | Patrick Herold     | Riska        | 11  | (3,3,2,1,2)  | II m. w półfinale, III m. w finale |
| 4    | Thomas Gunnestad   | Oslo         | 13  | (2,2,3,3,3)  | I m. w półfinale, IV m. w finale   |
| 5    | Inge Bjerk         | Elgane       | 10  | (2,3,2,2,1)) | III m. w półfinale                 |
| 6    | Glenn Moi          | Elgane       | 10  | ((2,2,1,2,3) | III m. w półfinale                 |
| 7    | Ola Pedersen       | Mojsa        | 8   | (2,0,3,3,0)  | IV m. w półfinale                  |
| 8    | Emil Andre Omsland | Grenland     | 8   | (w,1,1,3,3)  | IV m. w półfinale                  |
| 9    | Pierre Moen        | Kristiansand | 8   | (1,2,2,2,1)  |                                    |
| 10   | Kenneth Smith      | Grenland     | 6   | (3,w,2,1,0)  |                                    |
| 11   | Espen Molund       | Olso         | 5   | (1,1,1,0,2)  |                                    |
| 12   | Emil Rindal        | Mojsa        | 4   | (0,2,0,0,2)  |                                    |
| 13   | Martin Eriksen     | Kristiansand | 4   | (1,1,0,1,1)  |                                    |
| 14   | Stein Roar Pedrsen | Riska        | 3   | (1,0,1,1,0)  |                                    |
| 15   | Preben Prytz       | Oslo         | 1   | (0,1,0,–,–)  |                                    |